# 六三園

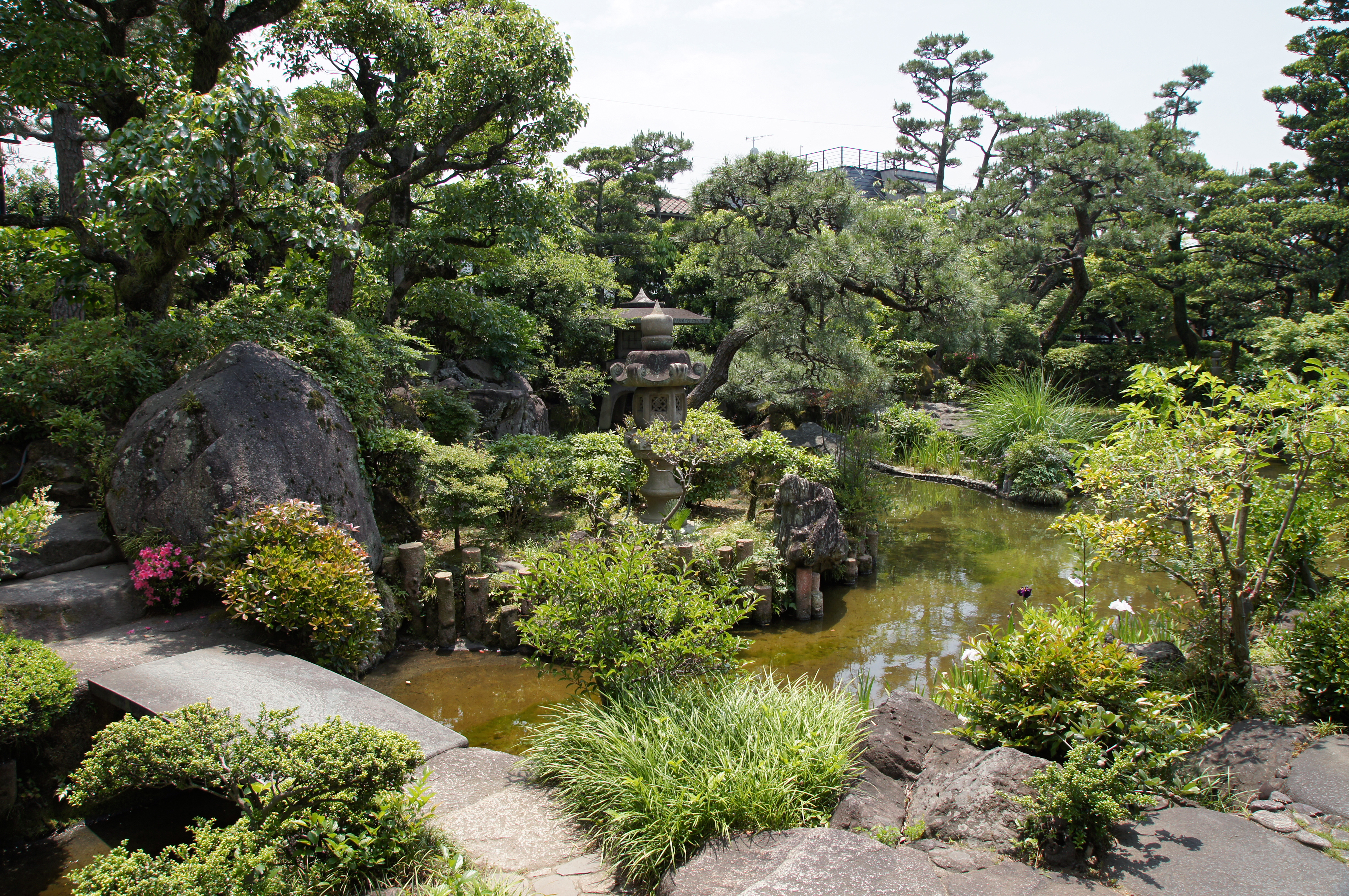
池泉回遊式庭園

六三園（ろくさんえん）は和歌山県和歌山市にある近代和風建築と日本庭園。主屋をはじめとする10件の建造物が国の登録有形文化財に登録されている。登録有形文化財としての名称は「旧松井家別邸」（きゅうまついけべってい）。

## 概要
橋本市出身の事業家で相場師として成功を収めた松井伊助（1865年-1931年）の別邸として大正9年（1920年）から大正時代末にかけて造営された。
敷地面積は約6600平方メートルで、「玄関棟」・「座敷棟」・「二階棟」の3棟で構成される主屋を中心に、南側に回遊式庭園、北側に土蔵、浴室棟などの建造物を配している。
主屋玄関の内装に屋久杉を使うなど贅を尽くした和風建築であり、加えてレンガ造りの給水塔に当時流行した洋風建築の趣も見ることができる。
松井伊助没後、旧和歌山銀行オーナーの尾藤家が戦前に購入し、米軍による一時接収を経て、昭和28年から料亭「六三園」として利用されてきた。平成17年（2005年）から「がんこフードサービス」が運営を引き継いでいる。
平成24年（2012年）に10件の建造物が国の登録有形文化財に登録された。

## 国の登録有形文化財
- 主屋 - 大正9年竣工、瓦葺（一部銅板葺）、「玄関棟」「座敷棟」「二階棟」の3棟で構成
- 表門 - 大正14年竣工、長屋門
- 茶室 - 大正後期竣工／平成12年改修
- 北土蔵 - 大正後期竣工、土蔵造2階建、切妻造本瓦葺、漆喰塗
- 南土蔵 - 大正8年竣工、土蔵造2階建、切妻造本瓦葺、漆喰塗
- 給水塔 - 大正後期竣工、煉瓦造2階建
- 浴室棟 - 大正後期竣工、煉瓦造モルタル仕上げ
- 便所 - 大正後期竣工、数寄屋造
- 裏門 - 大正後期竣工、鉄筋コンクリート造
- 土塀 - 大正後期竣工、腰に切石を2段重ね

- 主屋座敷棟
- 主屋座敷棟内部
（レストラン）
- 主屋二階棟
- 表門
- 茶室

## 交通アクセス
- JR和歌山駅、南海和歌山市駅から和歌山バス和歌浦口方面行きに乗車し、堀止停留所下車、徒歩約3分。

## 周辺
- 和歌浦
- 養翠園
- 温山荘園
- 和歌山マリーナシティ